# 황미선
황미선 (1967년 9월 20일 ~ )은 대한민국의 배우이다. 1991년 SBS 1기 공채 탤런트 출신이다. 1990년 안성기 주연의 영화 《남부군》을 통해 이미 연기 데뷔를 마친 상태였다. 각종 드라마, 영화에 감초 조연으로 많은 활약을 했다. 2010년 KBS2 드라마《제빵왕 김탁구》에서 팔봉선생의 딸, 미순의 모친 역을 맡아 연기를 하였다.
한편, SBS 공채 1기 데뷔 직전 KBS 1TV 6.25 특집극 <비극은 없다> 1부 대학생 엑스트라로 데뷔했으며  본인(황미선)  외에도 오대규 이주나 등 SBS 공채 1기 출신 배우들이  대부분의 공채 탤런트 출신들과 마찬가지로  TV 연속극에 고정출연했거나 단막극 또는 단역 연기로 브라운관에 얼굴을 비쳤던 터라 참신성에서 'F학점'을 받아오기도 했다.

## 드라마 출연작

### SBS
- 1991년 SBS 《고독의 문》
- 1992년 SBS 《분례기》
- 1992년 SBS 《관촌수필》
- 1995년 SBS 《공옥진》
- 1996년 SBS 《도시남녀》
- 1996년 SBS 《8월의 신부》 : 여자 역
- 1997년 SBS 《여자》
- 1997년 SBS 《미아리 일번지》
- 1997년 SBS 《아름다운 죄》
- 1998년 SBS 《사랑해 사랑해》
- 1998년 SBS 《내 마음을 뺏어봐》
- 1998년 SBS 《7인의 신부》
- 1998년 SBS 《미스터 큐》부산의 봉제 인형 봉제공장의 경리사원
- 1998년 SBS 《승부사》
- 1998년 SBS 《미우나 고우나》
- 1998년 SBS 《은실이》 : 미경 역
- 1999년 SBS 《지금은 사랑할 때》
- 1999년 SBS 《카이스트》
- 1999년 SBS 《젊은 태양》
- 1999년 SBS 《토마토》
- 1999년 SBS 《맛을 보여드립니다》
- 1999년 SBS 《달콤한 신부》
- 2000년 SBS 《덕이》
- 2000년 SBS 《여자만세》
- 2001년 SBS 《로펌》
- 2001년 SBS 《엄마를 찾습니다》
- 2001년 SBS 《이 부부가 사는 법》
- 2002년 SBS 《오남매》
- 2003년 SBS 《당신 곁으로》
- 2003년 SBS 《스크린》
- 2003년 SBS 《태양의 남쪽》
- 2003년 SBS 《흥부네 박터졌네》
- 2004년 SBS 《폭풍 속으로》
- 2010년 SBS 《사랑의 기적》 (2부작) : 박미자 역
- 2010년 SBS 《초혼》
- 2012년 SBS 《드라마의 제왕》 : 앤서니의 어머니 역 (특별출연)
- 2016년 SBS 《아임 쏘리 강남구》 : 김수복 역

### KBS
- 1989년 KBS <비극은 없다> 1부 : 대학생 엑스트라 역
- 2003년 KBS2 《드라마시티 - 나의 그녀 이야기》 : 헌혈간호사 역
- 2003년 KBS1 《무인시대》 : 최충수 처 역
- 2003년 KBS1 《불멸의 이순신》 : 의인왕후 역
- 2005년 KBS2 《드라마시티 - 유쾌한 유필만》 : 봉수 처 역
- 2005년 KBS2 《부활》 : 경기도의 부인 역
- 2006년 KBS2 《포도밭 그 사나이》 : 포도밭 일꾼 역
- 2006년 KBS2 《드라마시티 - 내일 또 내일》
- 2007년 KBS2 《드라마시티 - 당신이 머무는 자리》
- 2010년 KBS2 《제빵왕 김탁구》 : 오영자 역
- 2012년 KBS2 《드림하이2》 : 리안의 어머니 역
- 2012년 KBS2 《KBS 드라마 스페셜 연작 시리즈 - 강철본색》 : 중전 역
- 2013년 KBS2 《은희》 : 강길례 역
- 2014년 KBS2 《KBS 드라마 스페셜 - 곡비》 : 남단금 역

### 타사
- 1998년 MBC 《남자 셋 여자 셋》
- 1998년 MBC 《여자 대 여자》
- 2006년 평화방송 《성 김대건》
- 2008년 평화방송 《땀의 순교자 탁덕 최양업》 : 개똥이 처 역
- 2011년~2012년 MBC 《애정만만세》 : 김순녀 역

### 영화
- 1990년 《남부군》 : 안경희 역
- 1994년 《49일의 남자》 : 서연 역
- 1994년 《장미빛 인생》 : 미스 오 역
- 1995년 《남자는 괴로워》 : 황미선 역
- 1995년 《개같은 날의 오후》 : 석이 엄마 역
- 1997년 《아버지》 : 이미란 역
- 1999년 《해피 엔드》 : 이미영 역
- 2006년 《사생결단》 : 룸싸롱 여인 4 역
- 2010년 《작은 연못》 : 강씨 처 역

1. ↑  오동진 (1992년 6월 21일). “새별 연기생활1년의‘무서운아이’”. 문화일보. 2024년 10월 3일에 확인함.
2. ↑  배장수 (1991년 12월 6일). “「유심초」정순옹주 이주나"첫주역에 가슴 떨려요"”. 경향신문. 2024년 10월 3일에 확인함.
3. ↑  연합 (1990년 5월 26일). “신인 탤런트 대거 등장”. 연합뉴스. 2024년 10월 4일에 확인함.